# Giovanni Cervillon
Giovanni Cervillon (fl. XV secolo) è stato un militare spagnolo comandante della guardia Palatina durante il pontificato di papa Alessandro VI.

## Biografia
Nel 1495 passa alle dipendenze di Ferdinando d’Aragona divenuto re di Napoli. Nel 1496 il sovrano gli concede in feudo il castello di Fragneto Monforte, cui aggiunge anche Apice e Tinigliano, confiscati al ribelle Pietro di Guevara, sconfitto dallo stesso Cervillon.
Nel luglio 1499 gli viene affidato il comando della guardia Palatina a Roma.
Il 21 luglio durante la celebrazione, nell'appartamento Borgia, del rito di matrimonio tra Alfonso d'Aragona e Lucrezia Borgia, tenne la spada smussata sulla testa dei giovani sposi.
Il 20 agosto 1499 fu incaricato da papa Alessandro VI, di recarsi presso il re di Napoli, Federico d’Aragona, per trattare il ritorno di Alfonso d'Aragona, duca di Bisceglie, che, preoccupato per la propria incolumità, si era allontanato da Roma. Si venne a stabilire che verso la metà di settembre Alfonso si sarebbe ricongiunto con la sposa, Lucrezia Borgia. 
Nel novembre 1499 presenzia a Roma al battesimo del figlio di Alfonso d'Aragona e Lucrezia Borgia, Rodrigo d'Aragona. Porta il neonato avvolto in una sciarpa con i colori del regno di Napoli. Giunto sulla soglia della Cappella Sistina depone il bambino nelle braccia di Francesco Borgia, arcivescovo di Cosenza.
Verso la fine del 1499 chiede al papa il permesso di lasciare Roma per fare rientro a Napoli, dove aveva moglie e figli e dove contava di mettersi a disposizione di re Federico d'Aragona. Tale permesso gli fu mal accordato in quanto Cervillon era informato dei segreti vaticani e militari dello Stato Pontificio.
La sera del 22 dicembre 1499, uscendo dopo un convito dalla casa di don Teseo Pignatelli, suo nipote, fu ucciso in un agguato.
La mattina del 23 dicembre 1499 viene seppellito nella chiesa di Santa Maria in Traspontina, in Borgo Nuovo. Secondo quanto riportato da Marin Sanudo il Giovane, a nessuno fu permesso di vedere le ferite sul cadavere.